# (30962) 1994 VH7
1994 في إتش 7 (ويعرف أيضًا باسم (30962) 1994 في إتش 7 وفق تسمية الكوكب الصغير) (بالإنجليزية: 1994 VH7)‏ هو كويكب ضمن حزام الكويكبات؛ وترتيبه 30962 من حيث الاكتشاف.
اكتُشف هذا الجُرم الفلكي بواسطة شوهي سوزوكي في 11 نوفمبر 1994.

## وصلات خارجية
- (30962) 1994 VH7 في قاعدة بيانات مختبر الدفع النفاث لأجرام النظام الشمسي الصغيرة

- الاكتشاف · مخطط المدار ·  العناصر المدارية · المعلمات المادية

- (30962) 1994 VH7 على موقع ويكي سكاي: DSS2, SDSS, GALEX, IRAS, Hydrogen α, X-Ray, Astrophoto, Sky Map, Articles and images